# کیم آبچ
کیم آبچ (انگلیسی: Kim Aabech؛ زادهٔ ۳۱ مهٔ ۱۹۸۳) ورزشکار اهل دانمارک است.
از باشگاه‌هایی که در آن بازی کرده‌است می‌توان به باشگاه فوتبال نورشلان و باشگاه فوتبال آرهوس اشاره کرد.
وی همچنین در تیم ملی فوتبال Denmark League XI بازی کرده است.